# Avenue de la République (Ivry-sur-Seine et Vitry-sur-Seine)
Pour les articles homonymes, voir Avenue de la République.
L'avenue de la République est un axe majeur joignant les villes d'Ivry-sur-Seine et de Vitry-sur-Seine. 

## Situation et accès
Cette avenue suit la route départementale 224. Elle commence au nord dans le quartier Saint-Frambourg à Ivry-sur-Seine, circulant entre l'hôpital et la Fondation d'Heur et Chemin Delatour, son service de soins gériatriques de longue durée.
De la rue Louise-Aglaé-Cretté jusqu'au carrefour de la rue Albert-Einstein et de la rue Félix-Faure, son côté ouest se trouve sur la commune de Vitry-sur-Seine. Elle entre ensuite pleinement dans cette commune, marque notamment le début de la rue Gabriel-Péri, et se termine à l'avenue Paul-Vaillant-Couturier à Vitry-sur-Seine, anciennement avenue du Chemin-de-Fer.

## Origine du nom

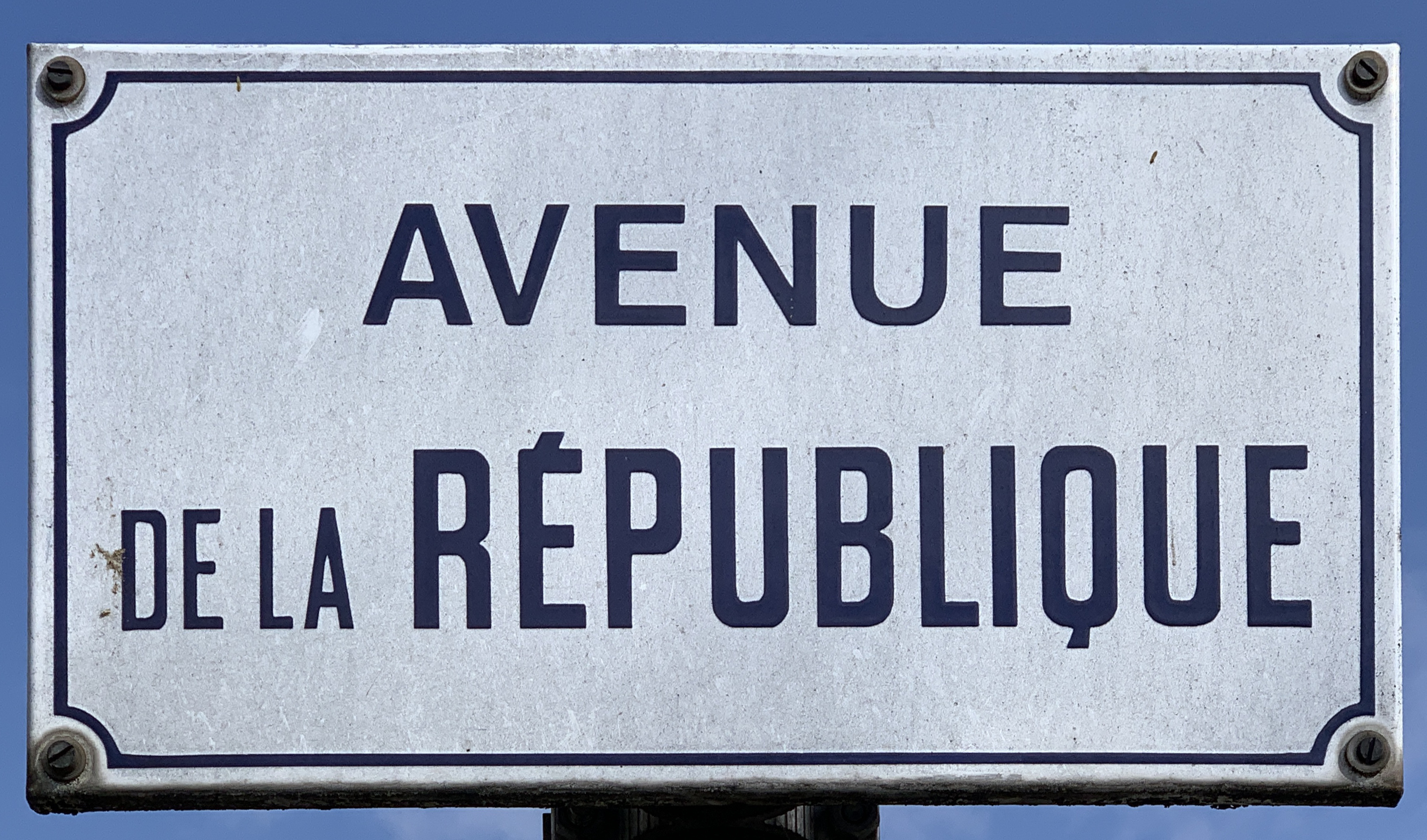
Plaque de l'avenue.

Elle a été nommée ainsi en l'honneur de la Troisième République. Elle fait écho à l'allégorie de la République placée sur la place Parmentier.

## Historique

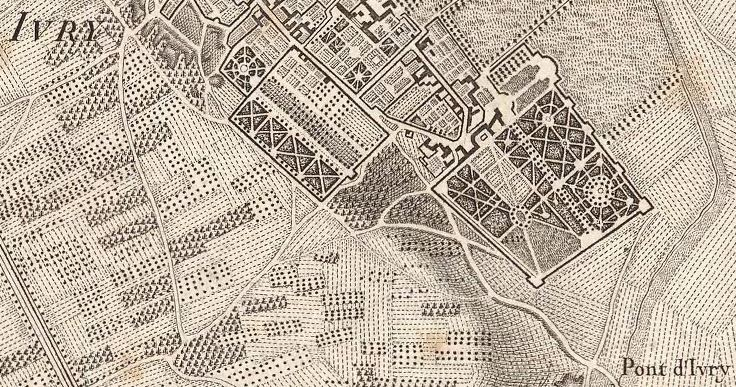
Carte des Chasses du Roi, le parc du château de Saint-Frambourg.

Cette voie de circulation qui traverse les quatorze hectares de l’ancien château d’Ivry a été réalignée entre 1865 et 1869 lors de la construction de l'ancien hospice, sur des terrains acquis en 1851 par Henri Jean-Baptiste Davenne, directeur de l'Assistance publique. Son bâti est caractéristique de l’architecture hospitalière du XIXé siècle.

## Bâtiments remarquables et lieux de mémoire
- Hôpital Charles-Foix, édifié sous le Second Empire par Théodore Labrouste[5], ancien hospice des Invalides[6].
- Chapelle Notre-Dame de l'Annonciation de l'hôpital Charles-Foix.
- Club athlétique de Vitry, fondé en 1897.
- Emplacement de l'ancien château d'Ivry.